# Celestial Diva
「Celestial Diva」（セレスティアル・ディーヴァ）は、茅原実里の楽曲。宝野アリカが作詞、上松範康が作曲を手掛けた。茅原の14枚目のシングル として2012年3月21日にGloryHeavenから発売された。

## 概要
前作「TERMINATED」から約5か月を置いてのリリースとなる2012年1作目のシングル。なお、茅原のシングル作品がカップリング1曲、オフヴォーカル2曲の構成であるのは6枚目のシングル「Tomorrow's chance」以来8作ぶり。また、初回生産限定盤はスリーブケース仕様になっている。
表題曲「Celestial Diva」は、iPhone、iPod touch、iPad用ゲーム『ケイオスリングスII』のテーマソングに起用された。茅原の歌手活動再開後の楽曲がゲーム作品の主題歌に起用されるのは初。同作の主題歌への起用は2011年5月に発表され、ランティス、作曲を手掛けた上松範康、『ケイオスリングスII』のプロデューサーの安藤武博の提案が一致した事から決定された。また、安藤は実際に茅原のコンサートに参加し楽曲へ向かう姿勢に共感し茅原を提案したと語っている。
表題曲の作詞、作曲を手掛けている宝野アリカ、上松範康が茅原の楽曲を手掛けるのは初である。なお、宝野には茅原演じるレシカが劇中で楽曲を歌う場面があることから茅原が主題歌を依頼した。また、カップリング曲の作詞は茅原自身が手掛けている。茅原が作詞を手掛ける楽曲としては8曲目となった。
ジャケットデザイン、PVの初公開は2012年2月28日にバンダイナムコライブTVで配信された『Lantisの!アニソンTuesday!!』で解禁された。また、ジャケットデザインは同年2月29日にランティスの紹介ページで公開された。2012年3月6日にはYouTube、ニコニコ動画のLantis公式ちゃんねる『Lantisちゃんねる』からPVのショートバージョンが配信された。ジャケットデザイン、PVは『ケイオスリングスII』の世界観を表現しており、PVには同作の映像が挿入されている。
デザインチーム、カメラマン、メイク、スタイリストが『D-Formation』の制作チームと同じメンバーだったため、打ち合わせの時点からワクワクしていたという。ビジュアルイメージは、『ケイオスリングス II』の世界観を反映した、「神秘的でとても美しいジャケット」に仕上がっている。 また、PVは茅原曰く「ケイオスリングス2の世界を感じてもらえるPV」に仕上がっている。ちなみにラストカットではコンクリートの上で寝たため寒くてキンキンになったという。

## チャート成績
2012年4月2日付のオリコン週間シングルチャートで16位を獲得。初動売上は0.6万枚であり前作から約0.8万枚減少した。茅原のシングル作品がオリコン週間チャートTOP20入りを果たすのは2枚目のシングル「君がくれたあの日」から13作連続。オリコンデイリーチャートでは3月21日付で15位を獲得した。
2012年4月2日付のBillboard JAPAN Hot Singles Salesで16位、Billboard JAPAN Hot Animationで4位を獲得した。Billboard JAPAN Hot AnimationへのTOP5入りを果たすのは前々作「Planet patrol」から3作連続。また、同年3月31日放送分のCOUNT DOWN TV内のThis Week's TOP 100で24位を獲得した。

## 批評
CDジャーナルは、「幻想的なストリングス、シークエンスリズムの力強さが広がるボーカル表現がされている作品である。」と評した。

## 収録曲
1. Celestial Diva [5:06]
作詞：宝野アリカ、作曲：上松範康、編曲：菊田大介
Guitar：飯室博、Strings：大先生室屋ストリングス、Chorus：Kazco、Mix engineer：淺野浩伸（Redefine）
  - iPhone、iPod touch、iPad用ゲーム『ケイオスリングスII』テーマソング
  - テレビ東京、びわ湖放送音楽番組『アニソンぷらす』2012年4月度エンディングテーマ

茅原曰く「美しくて、切なくて、激しい楽曲」のため[14]、レコーディングまでには猛練習して歌い込んだという[8]。
詞は『ケイオスリングスII』の内容を踏まえたレシカの視点で描かれたものになっており[7]、犠牲の上に成り立つ平和がドラマチックに表現されている[15][16]。
  - 2013年8月23日、さいたまスーパーアリーナで開催されたAnimelo Summer Live2013の初日の一曲目として、作詞者である宝野とのコラボレーションで同曲を唄う企画が実現した[17][18]。
2. IDENTITY [5:20]
作詞：茅原実里、作曲：俊龍、編曲：大久保薫
Guitar：川瀬智、Violin：室屋光一郎、Mix engineer：淺野浩伸（Redefine）
自身が作詞を担当しているということもあり、とても大切な曲であることを明かしている[2]。詞は「一人立ち」をテーマにした応援ソングである[6]。
自分自身と向き合う、自分自身を受け止める曲である。聴きどころは大先生室屋のバイオリンソロパートであると語っている[15]。また、編曲を手掛けた大久保の案により曲中にセリフが挿入されている[6] 。
3. Celestial Diva （off vocal）
4. IDENTITY （off vocal）

## 収録作品

### CD
| 楽曲           | 発売日         | タイトル                                | 備考                                 |
| -------------- | -------------- | --------------------------------------- | ------------------------------------ |
| Celestial Diva | 2012年12月26日 | Unification3 Melody feat Minori Chihara | Crustaceaの3枚目のカバー・アルバム。 |
| IDENTITY       | 2013年3月13日  | Minori Chihara B-side Collection        | 1枚目のベスト・アルバム。            |

### DVD、Blu-ray Disc
| 発売日         | タイトル                                              | 備考                    |
| Celestial Diva | Celestial Diva                                        | Celestial Diva          |
| -------------- | ----------------------------------------------------- | ----------------------- |
| 2012年11月14日 | Minori Chihara Live 2012 ULTRA-Formation LIVE Blu-ray | 6作目のライブ・ビデオ。 |
| 2012年11月14日 | Minori Chihara Live 2012 PARTY-Formation LIVE Blu-ray | 7作目のライブ・ビデオ。 |
| 2013年1月25日  | Minori Chihara Live 2012 ULTRA-Formation LIVE DVD     | 6作目のライブ・ビデオ。 |
| 2013年1月25日  | Minori Chihara Live 2012 PARTY-Formation LIVE DVD     | 7作目のライブ・ビデオ。 |
| IDENTITY       |                                                       |                         |
| 2012年11月14日 | Minori Chihara Live 2012 ULTRA-Formation LIVE Blu-ray | 6作目のライブ・ビデオ。 |
| 2013年1月25日  | Minori Chihara Live 2012 ULTRA-Formation LIVE DVD     | 6作目のライブ・ビデオ。 |

## クレジット
| Performed by 茅原実里    | Performed by 茅原実里                       |
| ------------------------ | ------------------------------------------- |
| Producer                 | 斎藤滋                                      |
| Mix engineer             | 淺野浩伸（Redefine）                        |
| Studio                   | Azabu O Studio                              |
| Studio                   | SPLASH SOUND STUDIO                         |
| Studio                   | MIT STUDIO                                  |
| Mastering Engineer       | 袴田剛史（FLAIR MASTERING WORKS）           |
| Creative producer        | 小島冬樹（Lantis）                          |
| Art direction            | 上田哲夫（Being）                           |
| Design                   | 朝日康穂（Being）                           |
| Photography              | 高橋枝里（juice）                           |
| Styling                  | 安東聡（juice）                             |
| Hair & Make-up           | 清水恵美子（maroonbrand）                   |
| Promotion producer       | 鈴木めぐみ（Lantis）                        |
| Sales promotion producer | 佐橋計（Lantis）                            |
| Sales promotion          | 臼倉竜太郎                                  |
| A&R support              | 保坂拓也（Lantis）                          |
| Executive promoter       | 松村起代子（lantis）                        |
| Fan club staff           | 片野安則                                    |
| Fan club staff           | 安田まどか                                  |
| Fan club staff           | 木村渚沙                                    |
| Fan club staff           | 有馬幸宏                                    |
| Fan club staff           | 成田奈穂（ROM SHARING）                     |
| Artist brand management  | 瀬野大介（Linkarts）                        |
| Management assistant     | 大塚裕介                                    |
| Management assistant     | 佐々木真理英（avex Planning & Development） |
| Supervisor               | 本多健二（avex Planning & Development）     |
| Executive supervisor     | 伊藤善之                                    |
| Executive producer       | 井上俊次（Lantis）                          |
| Executive producer       | 青木義人（avex Planning & Development）     |
| Thanks                   | Elements Garden                             |
| Thanks                   | POPHOLIC                                    |
| Special thanks           | スクウェア・エニックス                      |
| Special thanks           | Sony Music Publishing                       |
| Special supporters       | m.s.s members                               |
| Very special thanks      | ALL FANS                                    |